# Gimenez (futebolista)
Guilherme Gimenez de Souza, mais conhecido como Gimenez (Cravinhos, 18 de junho de 1995 – La Unión, 28 de novembro de 2016), foi um futebolista brasileiro que atuou como lateral-direito.

## Estatísticas

### Clubes
| Clube             | Temporada         | Campeonato nacional | Campeonato nacional | Copa nacional[a] | Copa nacional[a] | Competições continentais[b] | Competições continentais[b] | Outros torneios[c] | Outros torneios[c] | Total | Total |
| Clube             | Temporada         | Jogos               | Gols                | Jogos            | Gols             | Jogos                       | Gols                        | Jogos              | Gols               | Jogos | Gols  |
| ----------------- | ----------------- | ------------------- | ------------------- | ---------------- | ---------------- | --------------------------- | --------------------------- | ------------------ | ------------------ | ----- | ----- |
| Botafogo-SP       |                   |                     |                     |                  |                  |                             |                             |                    |                    |       |       |
| 2015              | 0                 | 0                   | 0                   | 0                | 0                | 0                           | 13                          | 1                  | 13                 | 1     |       |
| Total             | 0                 | 0                   | 0                   | 0                | 0                | 0                           | 0                           | 0                  | 13                 | 1     |       |
| Goiás             |                   |                     |                     |                  |                  |                             |                             |                    |                    |       |       |
| 2015              | 23                | 0                   | 0                   | 0                | 1                | 0                           | 0                           | 0                  | 24                 | 0     |       |
| Total             | 23                | 0                   | 0                   | 0                | 1                | 0                           | 0                           | 0                  | 24                 | 0     |       |
| Chapecoense       |                   |                     |                     |                  |                  |                             |                             |                    |                    |       |       |
| 2016              | 31                | 0                   | 3                   | 0                | 5                | 0                           | 12                          | 0                  | 0                  | 0     |       |
| Total             | 31                | 0                   | 3                   | 0                | 5                | 0                           | 12                          | 0                  | 51                 | 0     |       |
| Total na carreira | Total na carreira | 54                  | 0                   | 3                | 0                | 6                           | 0                           | 25                 | 1                  | 88    | 1     |

- a. ^ Jogos da Copa do Brasil
- b. ^ Jogos da Copa Sul-Americana
- c. ^ Jogos do Campeonato Catarinense e Campeonato Paulista

## Títulos
Chapecoense
- Campeonato Catarinense: 2016
- Copa Sul-Americana: 2016[2]

## Morte
Gimenez foi uma das vítimas fatais do voo 2933 da LaMia, na noite de 28 de novembro de 2016 que levava a equipe da Chapecoense à Medellín, Colômbia, onde iria disputar a final da Copa Sul-Americana de 2016.